# 熊本県道188号人吉停車場線
熊本県道188号人吉停車場線（くまもとけんどう188ごう ひとよしていしゃじょうせん）は、熊本県人吉市を通る一般県道である。

## 概要
肥薩線人吉駅・くま川鉄道湯前線人吉温泉駅と国道445号を結んでいる。

### 路線データ
- 起点：熊本県人吉市中青井町（肥薩線 人吉駅・くま川鉄道湯前線 人吉温泉駅前）
- 終点：熊本県人吉市上青井町（国道445号交点）

## 地理

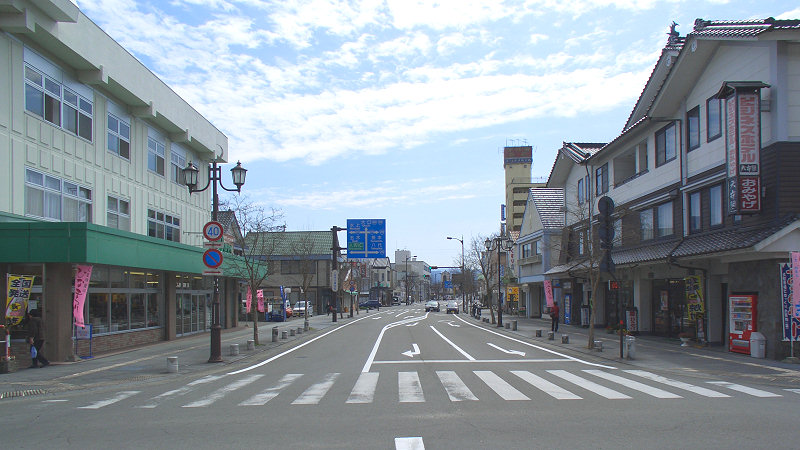
起点付近の様子（人吉駅前）

### 通過する自治体
- 人吉市

### 交差する道路
| 交差する道路 | 交差する場所 | 交差する場所 |
| ------------ | ------------ | ------------ |
| 国道445号    | 上青井町     | 終点         |

### 沿線
- JR九州肥薩線 人吉駅・くま川鉄道湯前線 人吉温泉駅